# Enosis Neon Trust
Der Trast Athletic Club war ein zypriotischer Fußballverein aus Nikosia, der 1938 aufgelöst wurde.

## Geschichte
Der Trast AC war Gründungsmitglied der in 1934 gegründeten Cyprus Football Association. In der ersten ausgerichteten Saison 1934/35 der First Division konnte der Verein gleich die Meisterschaft feiern. Zusätzlich konnte auch der erste ausgerichtete zypriotische Fußballpokal gegen APOEL Nikosia nach Hin- und Rückspiel (0:0, 1:0) gewonnen werden. Somit wurde der Trast AC auch erster Double-Gewinner des Landes.
Auch im darauffolgenden Jahr 1935/36 gewann der Verein erneut den Pokal, durch einen 4:1-Sieg gegen SK Lefkoşa Türk. In der Liga reichte es aber nur für Platz 2 hinter APOEL Nikosia. In der Saison 1936/37 musste man sich gleich zweimal APOEL Nikosia geschlagen geben, da sowohl in der Liga wieder nur Platz 2 erreicht wurde und das Pokal-Finale 1:2 verloren ging.
Auch in der Saison 1937/38 konnte sich der Trast AC in der Liga nicht gegen APOEL Nikosia durchsetzen und belegte zum dritten Mal hintereinander Platz 2. Doch durch einen 2:1-Sieg im Pokal-Finale gegen AEL Limassol konnte sich der Verein den dritten Pokal sichern.
Aus finanziellen Problemen musste der Trast AC bereits 14 Jahre nach dessen Gründung und 4 Jahren in der First Division seinen Verein auflösen.

## Erfolge
- Zyprische Meisterschaft
  - Meister: 1935
  - Vize-Meister: 1936, 1937, 1938
- Zyprischer Pokal
  - Sieger: 1935, 1936, 1938
  - Finalist: 1937